# Kristina Háfoss
Kristina Háfoss, née le 26 juin 1975 à Copenhague, est une économiste, avocate et femme politique des îles Féroé.
De 2015 à 2019, elle est ministre des Finances de l'archipel.

## Biographie
Elle est la fille du directeur financer John P. Danielsen, ancien directeur de la compagnie d'électricité SEV aux îles Féroé,.
Háfoss est élue au Løgting, le Parlement de l'archipel des Féroé en 2011. En février 2008, elle est nommée Ministre de la Culture du Gouvernement Jóannes Eidesgaard II mais démissionne de son poste quelques mois plus tard pour des raisons personnelles.